# Șoimușu Mare, Harghita
Șoimușu Mare (în maghiară Nagysolymos) este un sat în comuna Săcel din județul Harghita, Transilvania, România.

## Imagini

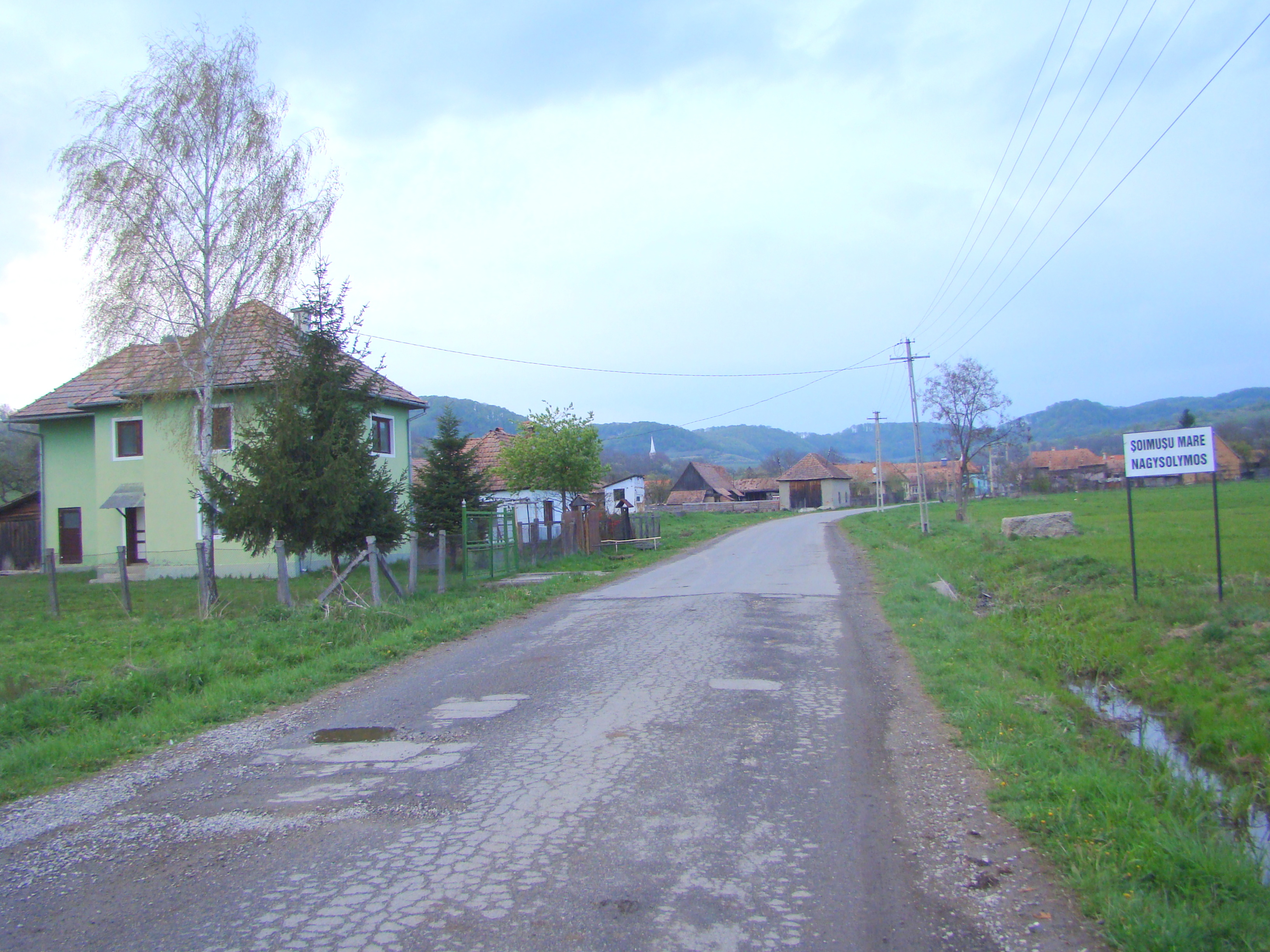
Intrarea în localitate
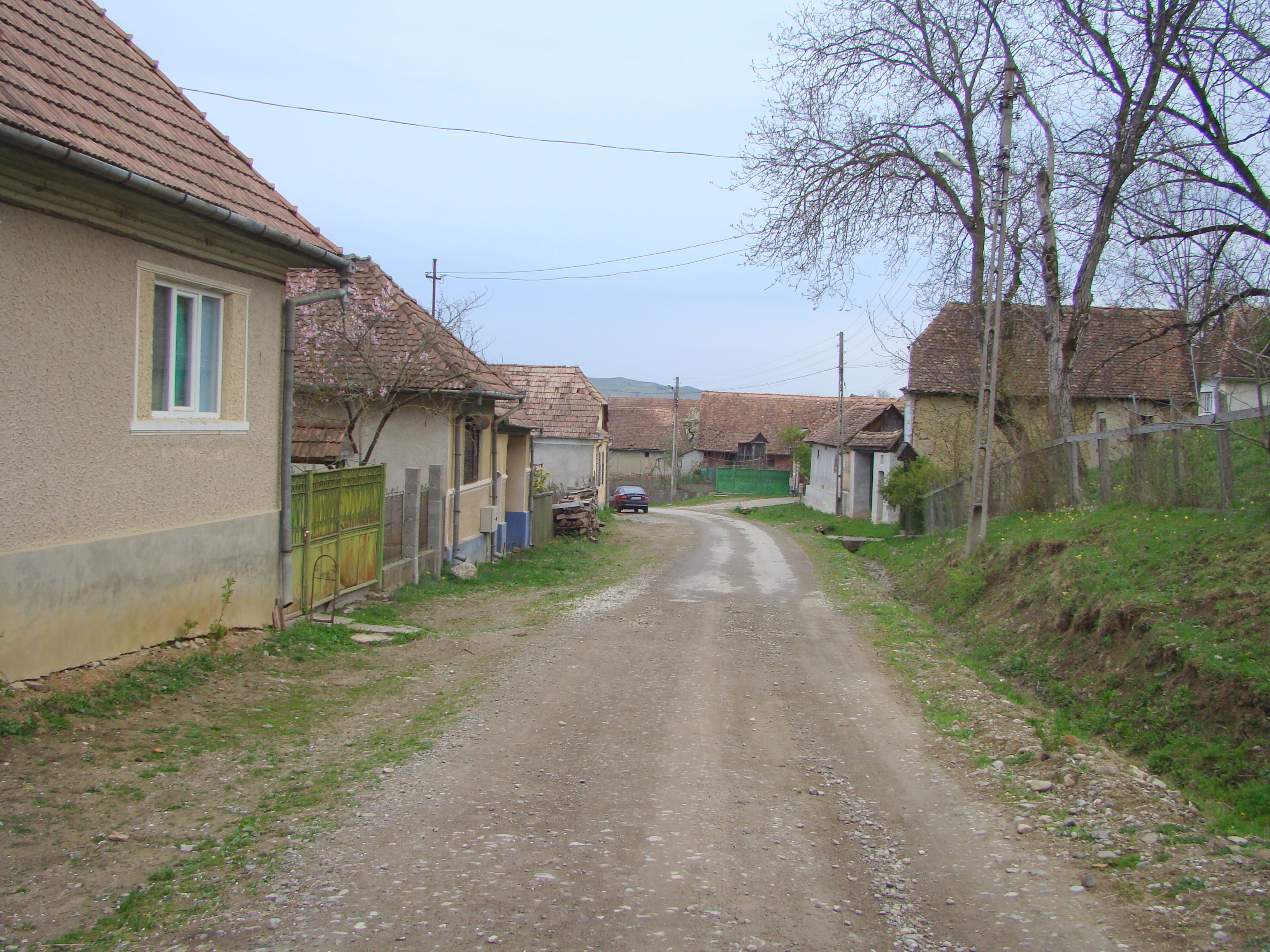
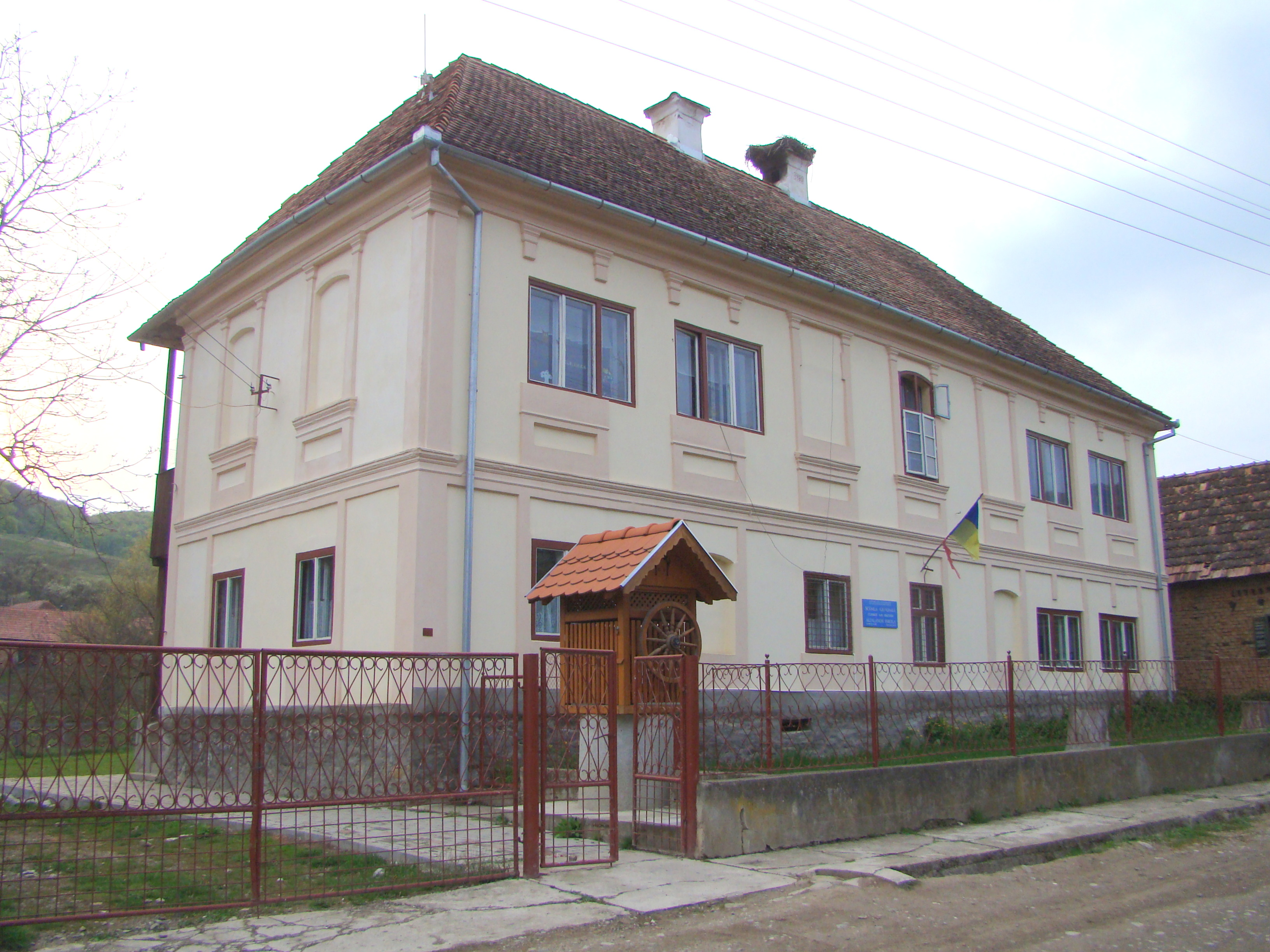
Școala
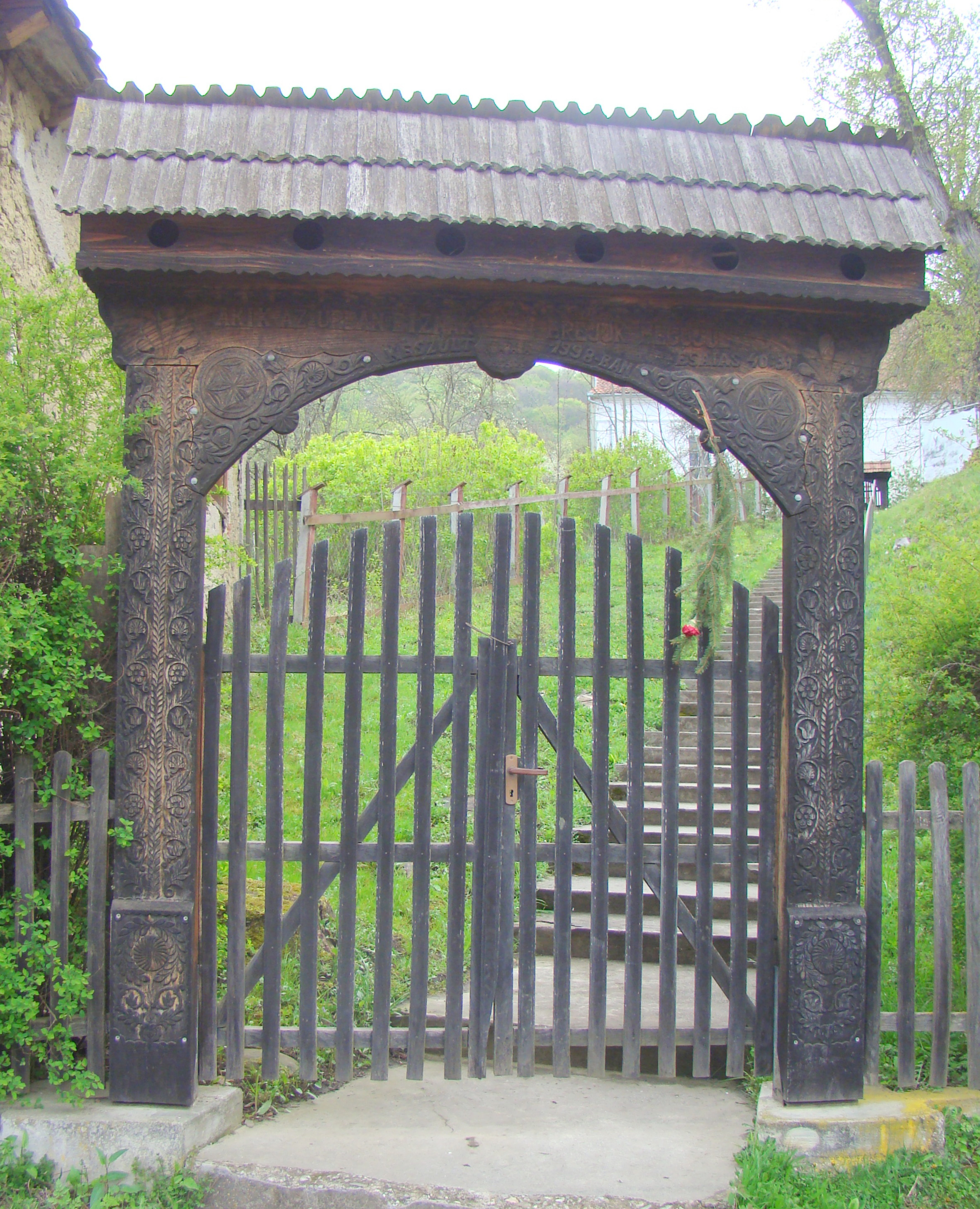
Poarta de lemn a bisericii reformate
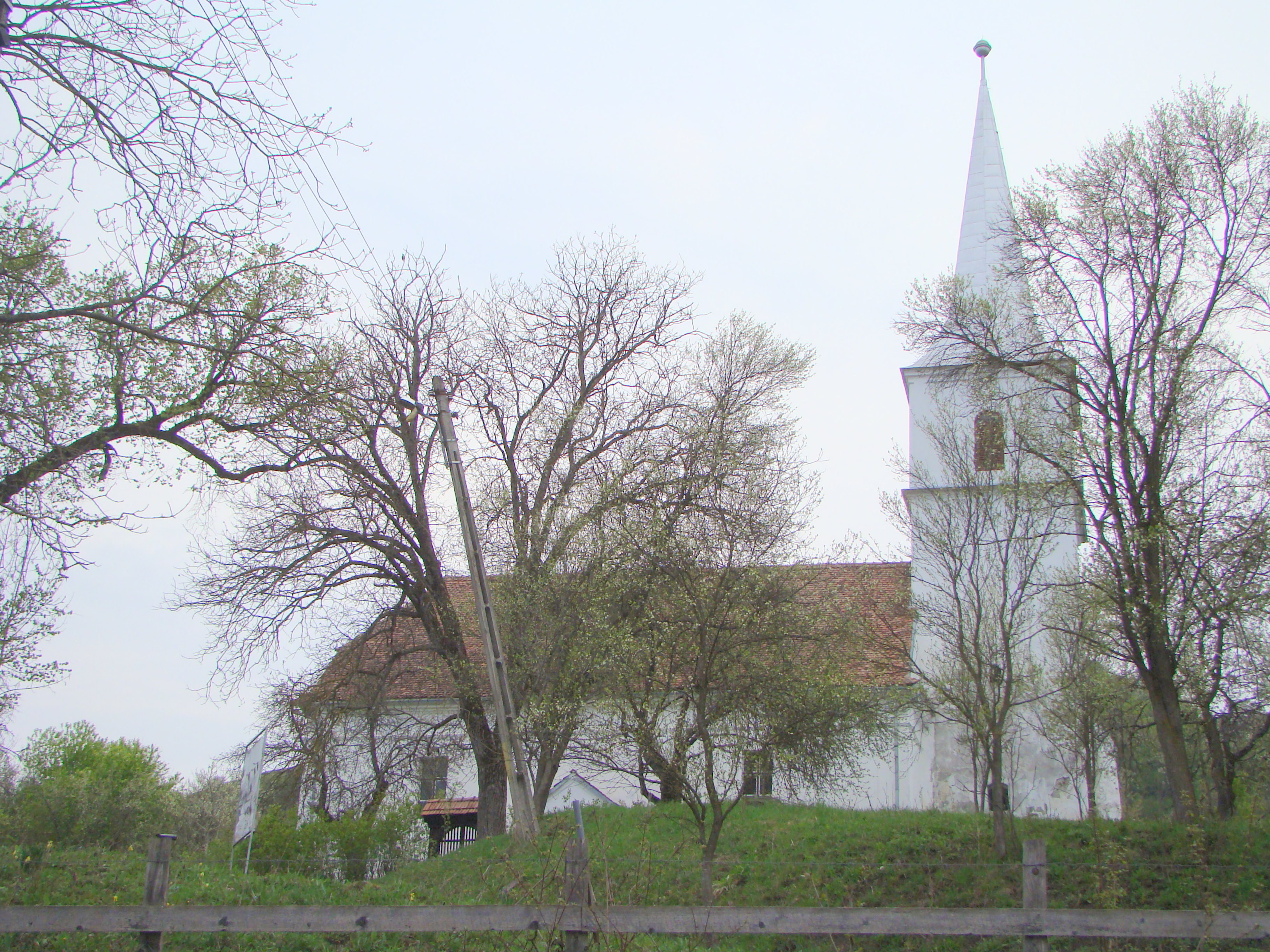
Biserica reformată
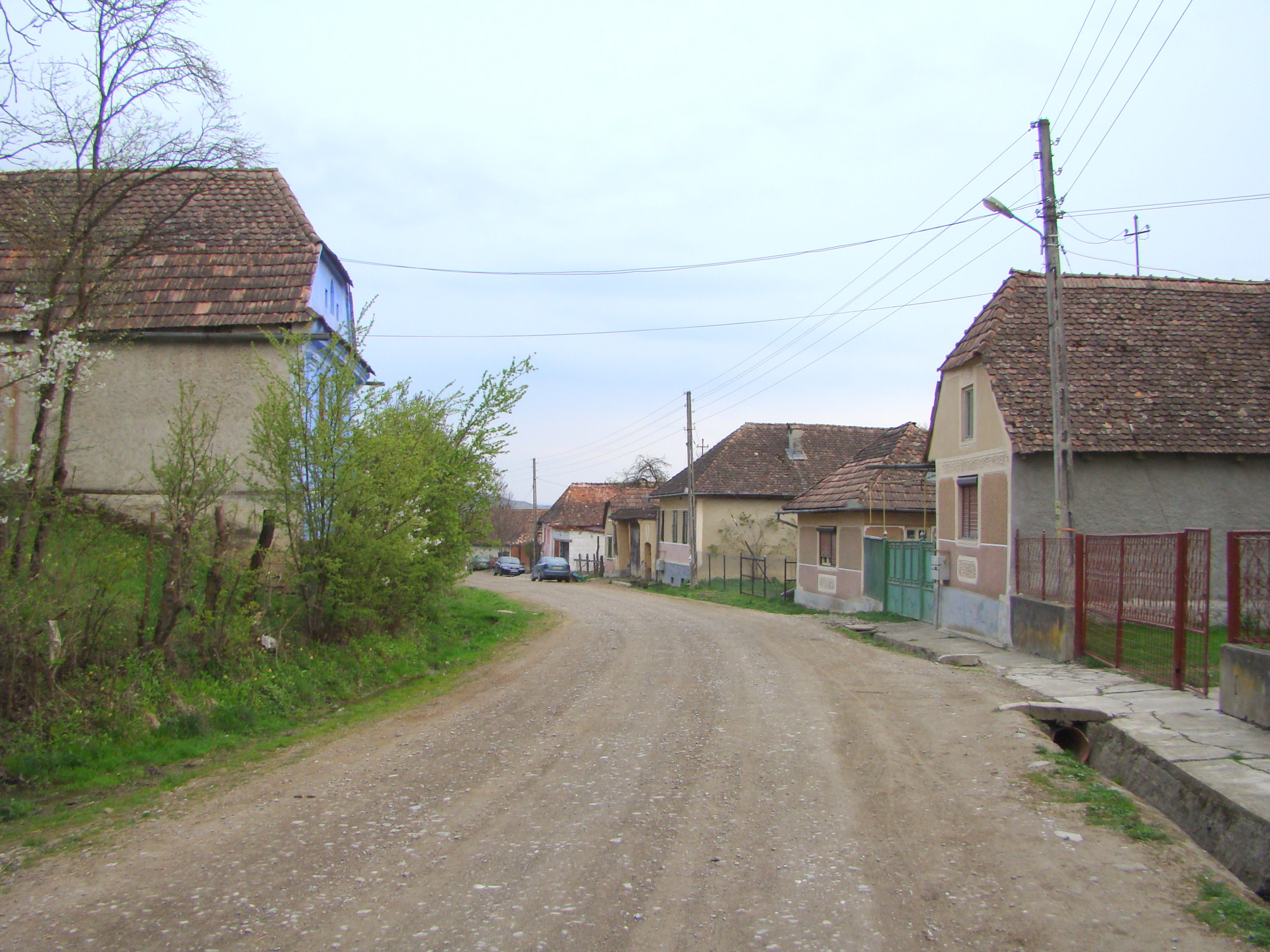
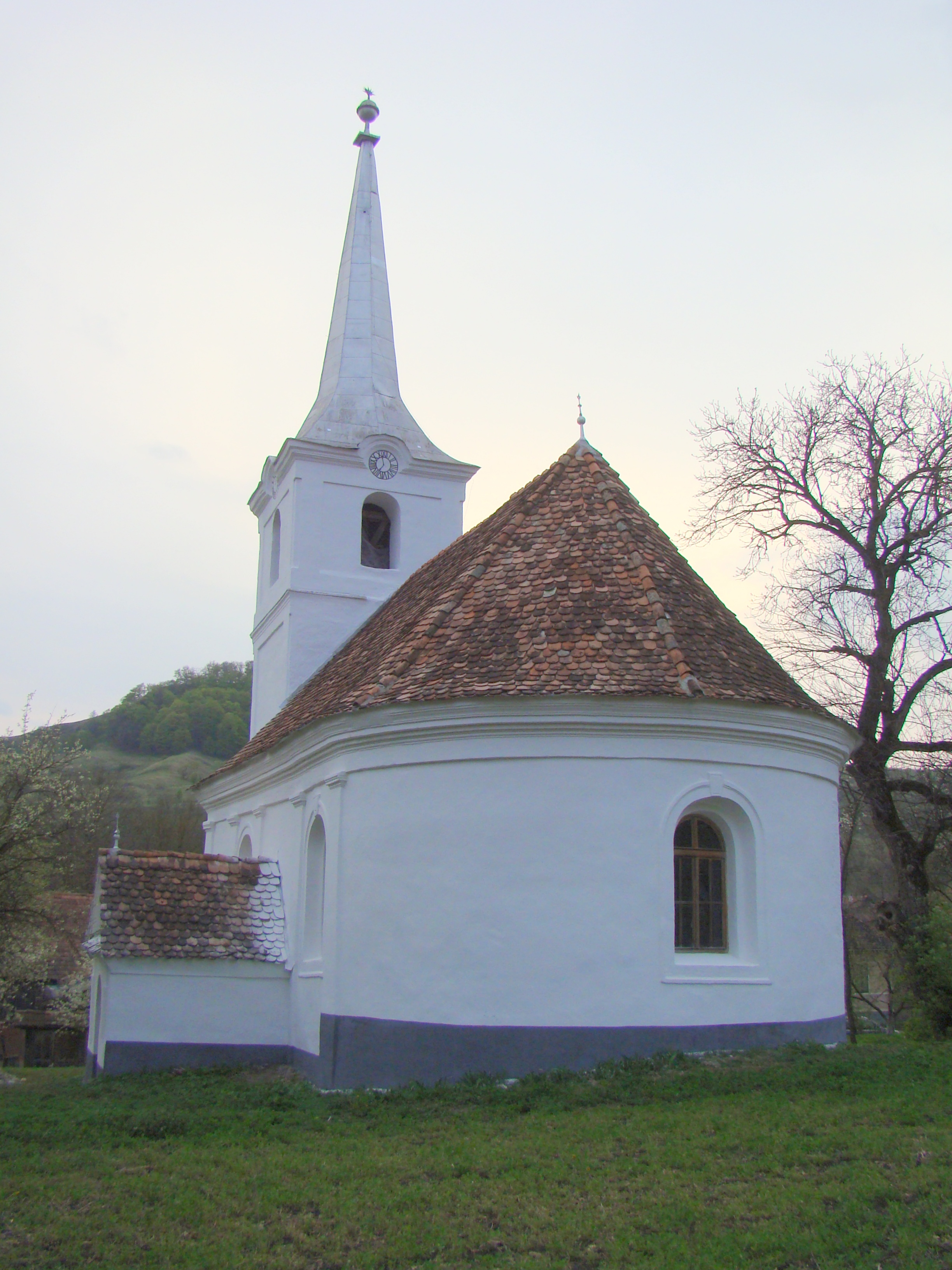
Biserica unitariană
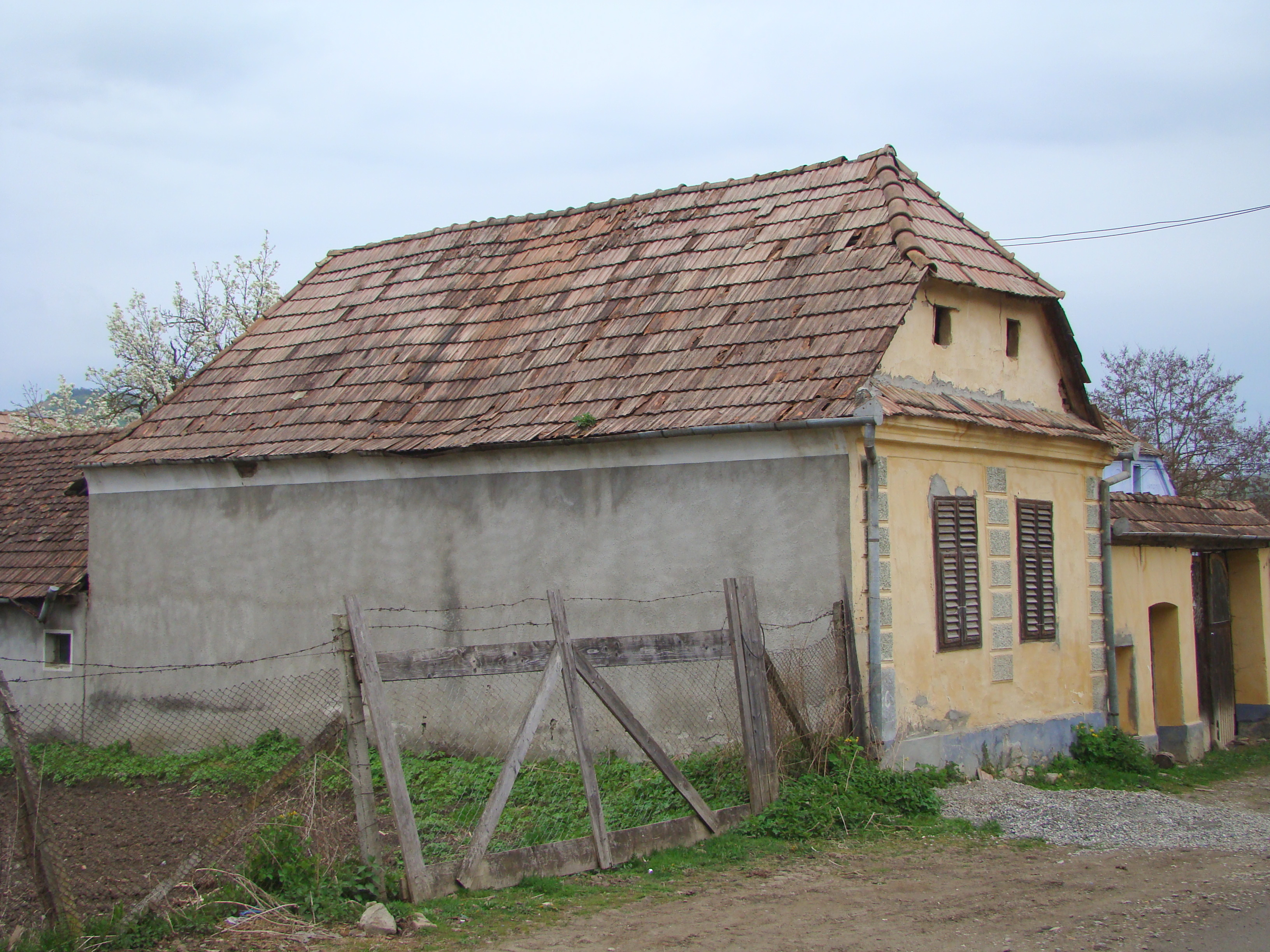

 Acest articol despre o localitate din județul Harghita este deocamdată un ciot. Puteți ajuta Wikipedia prin completarea lui.